# Carré (slagorde)

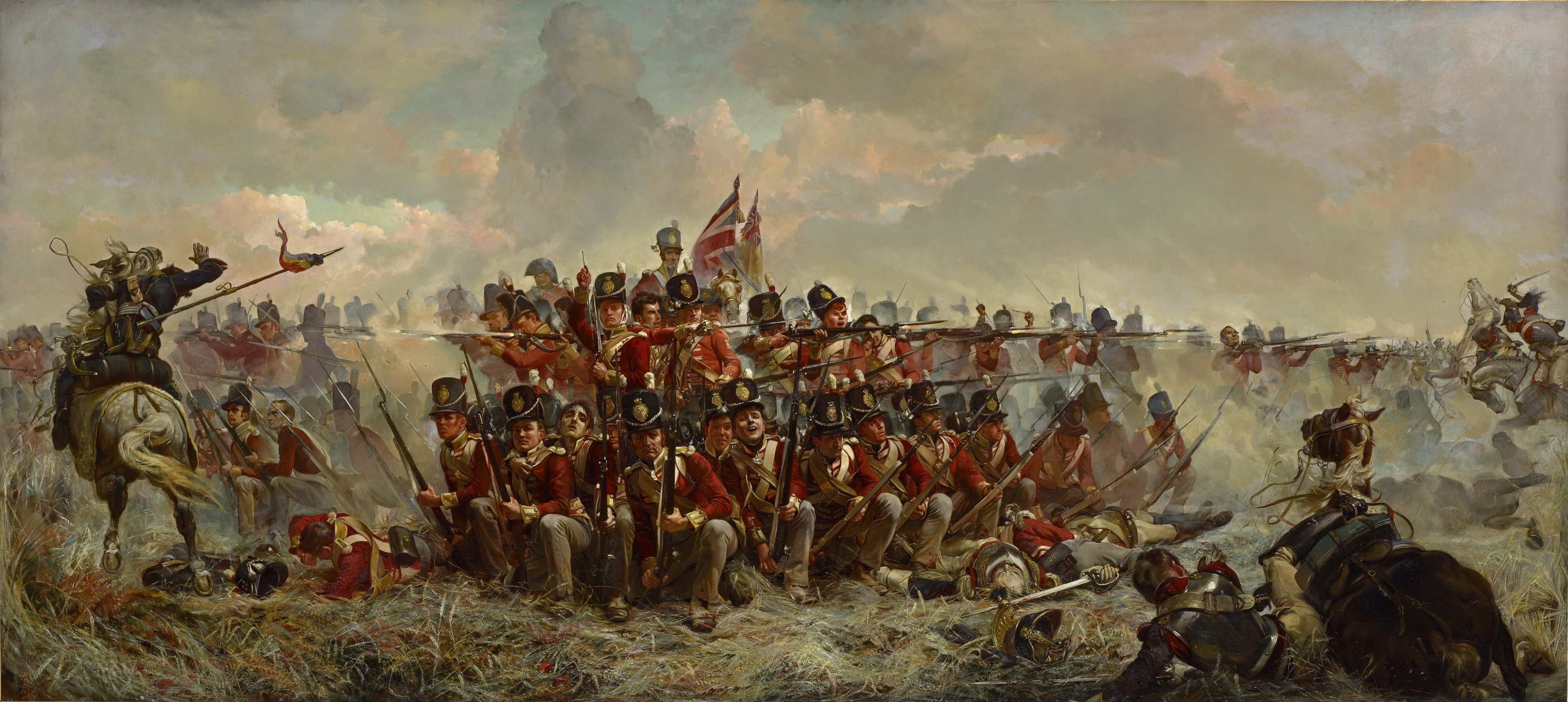
De Britten verdedigen zich in carré tijdens de Slag bij Quatre-Bras

Een carré is een militaire formatie (slagorde). Het woord komt uit het Frans en betekent vierkant.
Soldaten vormen een carré in gevallen van militaire overmacht.
Infanterie stelt zich op in carré om een aanval van de vijandelijke cavalerie te weerstaan. De knielende soldaten in het voorste gelid vormen met de bajonetten een zo goed als ondoordringbare barrière.
Door de manschappen in een vierkant op te stellen kunnen alle zijden van dit vierkant verdedigd worden.
Een van de beroemdste en beruchtste carrés die ooit gevormd is, is het carré van het Frans Vreemdelingenlegioen dat zich terugtrok naar Camerone toen 60 Franse soldaten zich wisten te verdedigen tegen een overmacht van 2000 Mexicanen.